# Airport Road Addition (Teksas)
Airport Road Addition je naseljeno mjesto za statističke potrebe u američkoj saveznoj državi Teksas. Prema popisu stanovništva iz 2010. u njemu je živjelo 93 stanovnika.